# Грекопітек

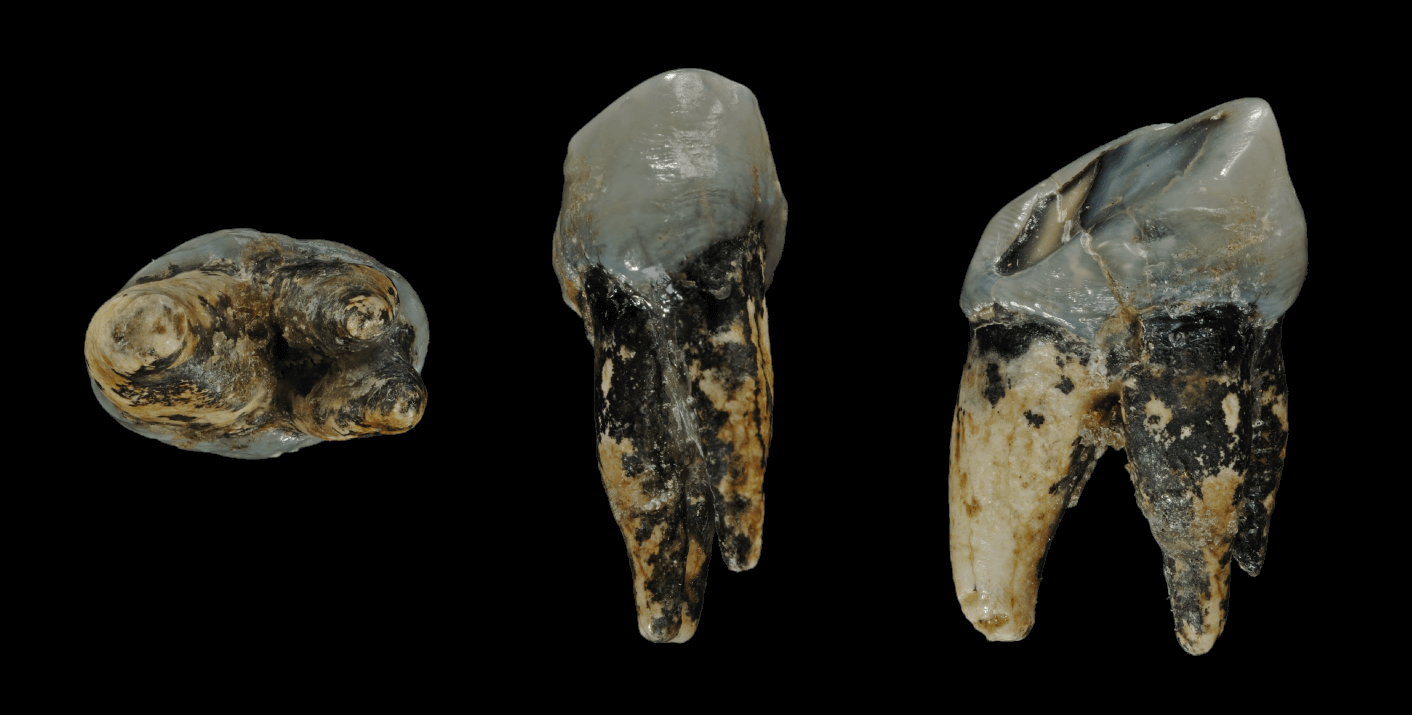
Зуби грекопітека

Грекопітек (Graecopithecus) — доісторичний гомінід, знайдений в Європі. Мешкав там у пізньому міоцені.
Нижню щелепу Graecopithecus freybergi, що жив 7,175 млн років тому (початок мессинського ярусу), було знайдено в містечку Піргос Василіссис поблизу Афін (Греція) в 1944 році. Також у 2002 році був виявлений малий корінний зуб грекопітека (Graecopithecus sp.), що жив 7,24 млн років тому у Болгарії (Азмака).
Деякі автори вважають, що диверсифікація гомінін сталася у Східному Середземномор'ї, а грекопітек є останнім спільним предком африканських людиноподібних мавп і людини розумної. Микола Спассов зі співавторами вважають, що грекопітек знаходиться на стволовій лінії триби гомініни.
Корені премолярів грекопітека частково зливалися, на відміну від відокремлених коренів у O. macedoniensis і O. turkae. Окрім грекопітека ця особливість характерна для сучасних людей, ранніх людей, ардипітеків (Ardipithecus) і австралопітеків (Australopithecus anamensis, Australopithecus afarensis).